# Ken Block
Kenneth Paul Block (Long Beach, Califòrnia; 21 de novembre de 1967- Park City, Utah; 2 de gener de 2023), més conegut com a Ken Block, va ser un pilot d'automobilisme i un dels fundadors de la marca de calçat DC Shoes i de Hoonigan Racing Division. Participà a esdeveniments d'acció de molts esports com skate, snowboard, motocròs i ral·li.
El pilot estatunidenc morí el 2 de gener de 2023 a causa d'un accident amb una moto de neu.

## Ral·lis
Block s'inicia als ral·lis al Campionat dels Estats Units de la mà del equip Vermont Sportscar amb un Subaru WRX STi, quedant subcampió els anys 2006 i 2008, així com tercer al 2007. L'any 2007 debuta al Campionat Mundial al disputar el Ral·li de Mèxic i el Ral·li de Nova Zelanda.
L'any 2010 fa el salt definitiu al Campionat Mundial de Ral·lis de la mà del Monster World Rally Team amb un Ford Focus RS WRC 08. Disputa set ral·lis amb resultats força discrets, repetint experiència amb idèntics resultats al 2011. El seu millor resultat seria un vuitè lloc al Ral·li d'Alsàcia del 2011.
Block esdevé un pilot mundialment conegut per la seva conducció en gimcanes d'obstacles dins dels circuits.
Disputa les temporades 2016 i 2017 del Campionat Mundial de Ral·li Cross amb un Ford Focus RS, aconseguint com a millor resultat un tercer lloc al World RX de Hockenheim 2016.